# Kapellen (Wuppertal)
Kapellen ist ein Ortsteil in der bergischen Großstadt Wuppertal. Der Ortsteil ist aus einem der 36 Ursprungshöfe Barmens hervorgegangen.

## Lage und Beschreibung
Die Ortslage befindet sich auf einer Höhe von 328 m ü. NHN auf dem Höhenzug Lichtscheid der Wuppertaler Südhöhen im Barmer Wohnquartier Lichtenplatz. Die autobahnähnlich ausgebaute Landesstraße 418 führt unmittelbar an der Ortslage vorbei, die Landesstraße 417 zweigt dort von der L418 ab. Südlich des Ortes verläuft die Stadtbezirksgrenze zwischen Barmen und Ronsdorf, westlich die zu Elberfeld.
Nördlich von Kapellen fällt das Gelände über die Landesstraßen hinweg zum Bendahler Bachtal ab, südlich entspringt bei der Hofschaft Baur ein Quellbach der Gelpe. Nordöstlich befindet sich ein Standort der Hauptverwaltung der Barmer GEK, westlich ein kleiner Wald mit einem Reitplatz, auf dem regelmäßig Springturniere veranstaltet werden.
Neben einigen Wohngebäuden und den Plätzen und Halle eines Tennisvereins dominierte früher das Freizeitbad Bergische Sonne die Ortslage, das von 1992 bis 2012 bestand. Nach einem neunjährigen Leerstand wurde es 2021 abgerissen.

## Etymologie und Geschichte

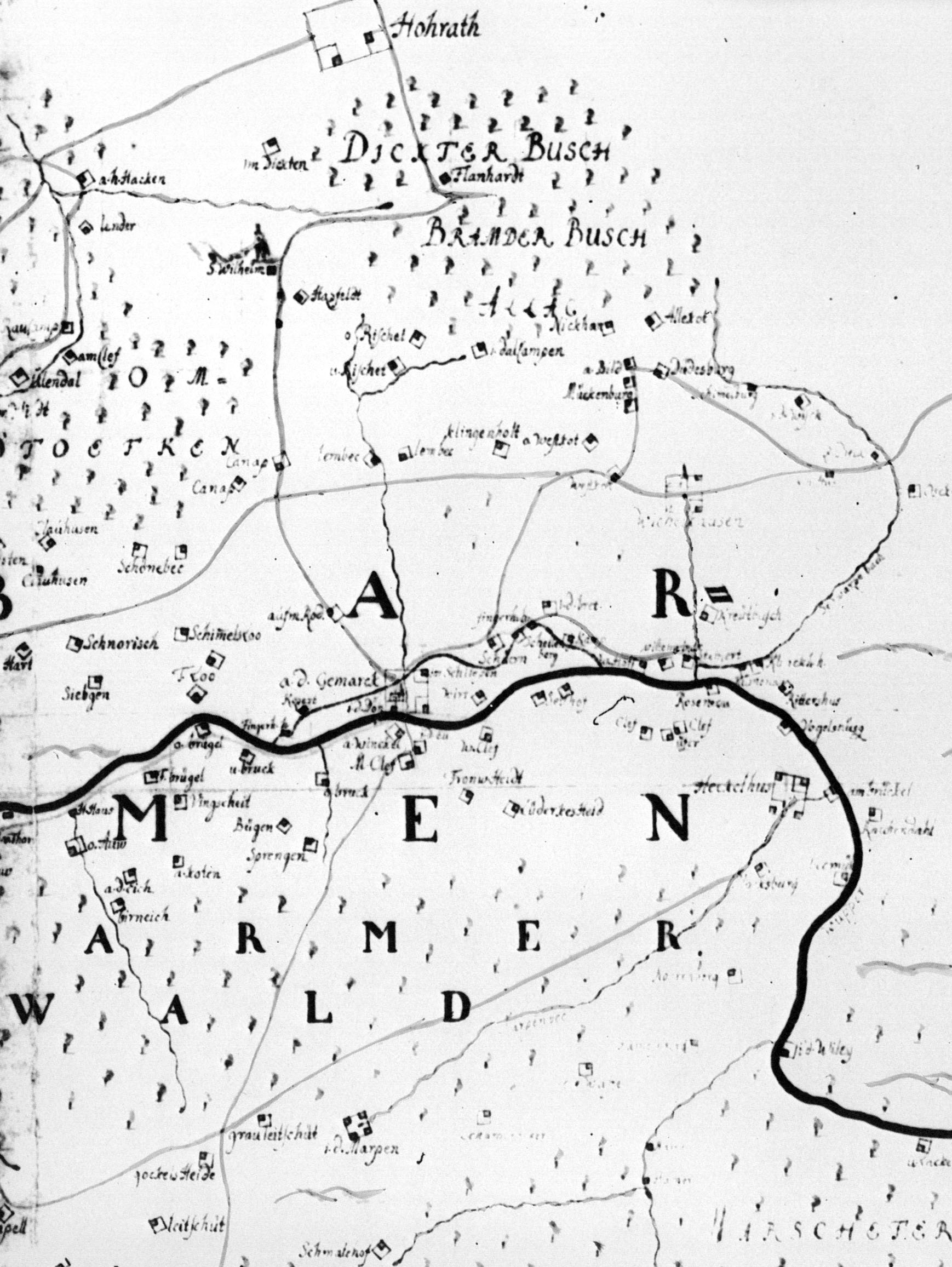
Karte der Hofschaften im Gebiet des heutigen Barmen von Erich Philipp Ploennies (1715)

Die Herkunft des Namens Kapellen ist nicht urkundlich überliefert. Da das benachbarte Hofesgut Baur ab 1296 ein Besitztum des Beyenburger Klosters Steinhaus war, wird vermutet, dass sich in Kapellen ein Betsaal oder eine Kapelle für die Mönche und Hofesleute befand. Laut Engelbert Wüster waren 1929 noch deren Mauerreste auf dem Grundstück eines Besitzers Berg sichtbar.
Das genaue Alter dieses Hofes ist nicht bekannt, die früheste mit Datum gesicherte Erwähnung Kapellens stammt aus der Beyenburger Amtsrechnung (Abrechnung des Rentmeisters an die Bergisch-herzogliche Kameralverwaltung) des Jahres 1466. Es ist aber anzunehmen, dass der Hof erheblich älter ist.
Aufgrund der ungenügenden Quellenlage ist es unbelegt, aber möglich, dass Kapellen zu den bereits im Jahr 1244 genannten „Gütern in Barmen“ („Bona de Barme“) im kurkölnischen Gebiet gehörte, die von dem Grafen Ludwig von Ravensberg als Allod in den Besitz der Grafen von Berg unter Graf Heinrich IV. übergingen. Territorial lag das Gebiet um Kapellen als Teils von Unterbarmen ab dem späten 14. Jahrhundert im bergischen Amt Beyenburg und war Teil der Bauerschaft Barmen. Kirchlich gehörte es bis zur Einrichtung einer eigenen Barmer Pfarrei dem Kirchspiel Elberfeld an, unmittelbar südlich lag die Grenze zum Kirchspiel Lüttringhausen (später Ronsdorf). Im 17. Jahrhundert führte eine Kohlenstraße an Kapellen vorbei, ein Schlagbaum in der westlich an Kapellen vorbeiführenden und dort im Teilstück noch vorhandenen Elberfelder Landwehr ist auf einer Gemarkenkarte des Johann von der Waye aus dem Jahr 1602 belegt.
1715 wurde der Hof auf der Topographia Ducatus Montani als Capell verzeichnet, der Bendahler Bach wurde dort als Capellenbach beschriftet.
1815/16 besaß der Ort 86 Einwohner. 1832 gehörte der Ort zur Sektion B des ländlichen Außenbezirks der Bürgermeisterei Barmen. Der laut der Statistik und Topographie des Regierungsbezirks Düsseldorf als Ackerhof und Handwerkerwohnung kategorisierte Ort besaß zu dieser Zeit 16 Wohnhäuser und vier landwirtschaftliche Gebäude. Zu dieser Zeit lebten 158 Einwohner im Ort, zwölf katholischen und 146 evangelischen Glaubens.
Von 1929 bis 1959 führte die Trasse der Straßenbahnlinie 23 von Elberfeld nach Ronsdorf durch den Ort, eine erste Wagenhalle für die Straßenbahn wurde in Kapellen 1913 von der Barmer Bergbahn AG errichtet, die in den Folgejahren zu einem Depot mit mehreren Hallen samt Betriebshof erweitert wurde. Nach der Stilllegung der Bergbahn 1959, fungierte das Gelände bei Kapellen als Busbetriebshof der Wuppertaler Stadtwerke, bevor diese 1977 in der Varresbeck einen größeren Betriebshof errichteten. Danach übernahm ein privater Busunternehmer das Gelände. Später beherbergte es eine Holzhandlung. Nach einem Brand stand das Gebäude leer und wurde vor 1992 für den Bau des Freizeitbades Bergische Sonne abgerissen.

## Gründungssage
Laut einer Sage soll der bergische Missionar Suitbert höchstpersönlich in Kapellen eine Kapelle errichtet und so den Ort gegründet haben.